# Saab Bofors Dynamics

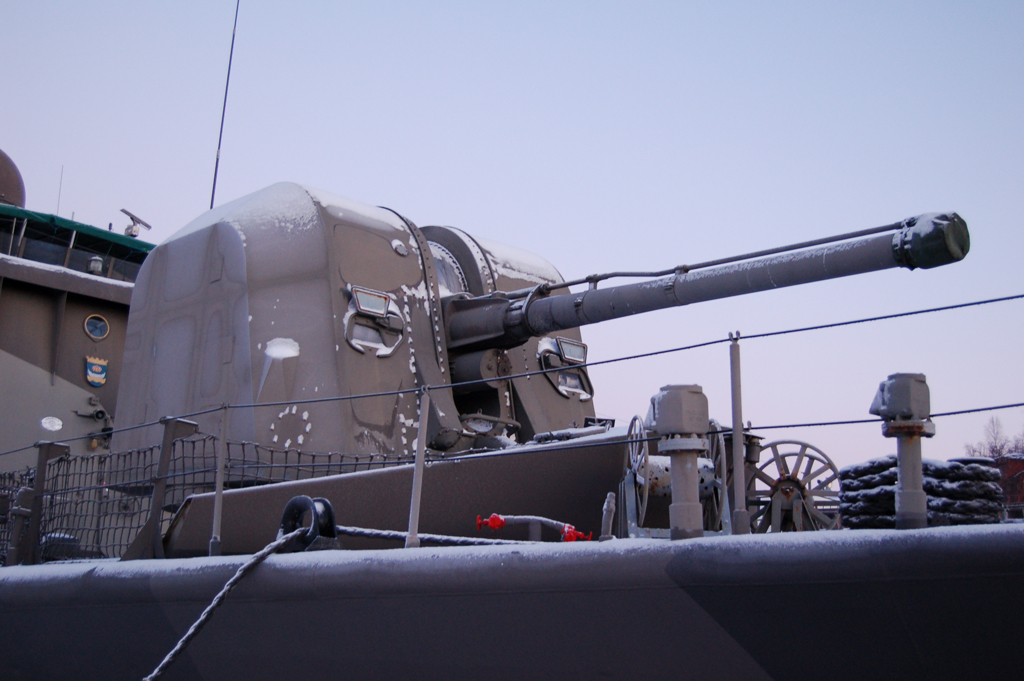
Cannone navale Bofors da 120 mm

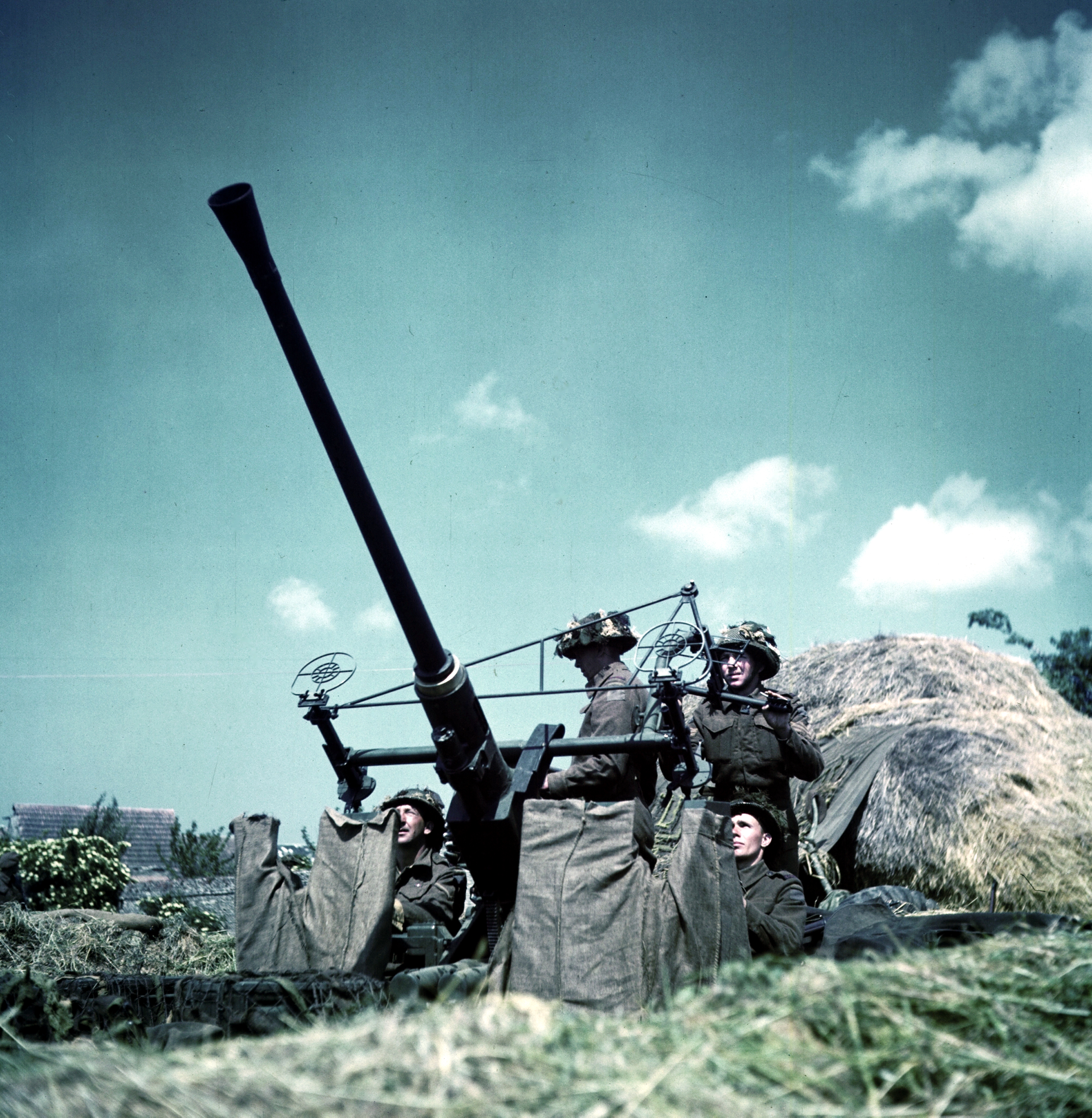
Cannone Bofors 40 mm/L60. Si nota il dispositivo Stiffkey Sight, utilizzato dal puntatore in piedi alla sinistra del servente (destra per chi guarda). il puntatore prende la mira muovendo trapezi che lo assistono nel calcolo della velocità del bersaglio.

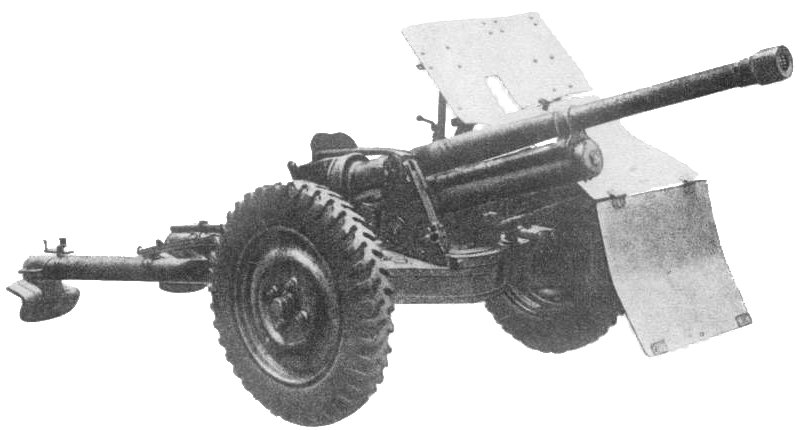
Cannone controcarro Bofors da 37 mm

BAE Systems Bofors (in precedenza Saab Bofors Dynamics e Bofors) è una impresa che opera nella produzione delle armi - in particolare di artiglieria - fondata in Svezia nel 1646 con sede attualmente e in Karlskoga.
Nel 1999, la Saab acquisì il Celsius Group, all'epoca proprietario della Bofors. Nel settembre 2000, la United Defense Industries (UDI) acquisì la divisione per le armi pesanti Bofors Weapons Systems, mentre la Saab mantenne la parte che si occupa di missili. Nel 2005 la British Aerospace ha acquisito la United Defense e la collegata Bofors.

## Storia
Il proprietario più famoso dell'impresa fu Alfred Nobel che possedette la compagnia dal 1894 fino alla sua morte nel dicembre 1896. In quel periodo, Nobel ebbe un ruolo decisivo nel trasformare la ditta da produttrice di ferro a industria moderna del settore chimico e costruttore di cannoni.
A partire dal secondo dopoguerra, la Bofors ha perso buona parte della sua reputazione in Svezia anche a causa di vari affari che hanno attirato sospetti, tra i quali il più controverso è stato lo scandalo relativo alle accuse non provate di irregolarità per aggiudicarsi contratti con l'esercito indiano nel 1986.

## Attività
Il nome Bofors è molto noto ed associato con il cannone antiaereo da 40 mm basato su un progetto della ditta svedese, ma prodotto e utilizzato da entrambi gli schieramenti durante la seconda guerra mondiale e spesso chiamato semplicemente il cannone Bofors. Il cannone fu adottato dalle truppe di terra e in mare, e assunse una tale notorietà da diventare quasi sinonimo di cannone antiaereo.
Un altro cannone molto conosciuto prodotto dalla Bofors fu il cannone anticarro da 37mm, un'arma standard per uso controcarro anch'essa utilizzata da molti eserciti nella fase iniziale del secondo conflitto mondiale. Veniva costruito su licenza in Polonia e negli USA e fu anche utilizzato come arma principale di molti carri armati, compreso il carro 7TP e l'M3A3 Stuart.

## Organizzazione
A seguito dell'acquisizione britannica, è stata divisa in due parti:
- BAE Systems Bofors;
- Saab Bofors Dynamics.

## Prodotti famosi
- AT4
- Bofors 40 mm
- Bofors Mod. 1934 (obice)
- Bofors Mk2/3
- Bofors 120 mm
- BILL